# Landkreis Kaiserslautern
Landkreis Kaiserslautern är ett distrikt (Landkreis) i sydvästra delen av det tyska förbundslandet Rheinland-Pfalz. Den distriktfria staden Kaiserslautern är nästan fullständig omsluten av distriktet men är självständig.
1. 1 2  GeoNames, 2005, Geonames-ID: 2894002, läs online och läs online.[källa från Wikidata]